# اچ‌ام‌سی‌اس رجینا (کی۲۳۴)
اچ‌ام‌سی‌اس رجینا (کی۲۳۴) (به انگلیسی: HMCS Regina (K234)) یک کشتی است که طول آن ۲۰۵ فوت (۶۲٫۴۸ متر) می‌باشد. این کشتی در سال ۱۹۴۲ ساخته شد.